# Carol Bundy
Pour les articles homonymes, voir Bundy.
Carol M. Bundy née le 26 août 1942 et morte le 9 décembre 2003 est une tueuse en série américaine.
Bundy et Douglas Clark sont connus sous le nom « Les tueurs de Sunset Strip » depuis leur condamnation en 1983 pour une série de meurtres commis à Los Angeles en 1980. Leurs victimes étaient de jeunes prostituées ou des fugueurs.

## Biographie
Carol Bundy vit une enfance difficile, en raison de l'alcoolisme de ses deux parents. Sa mère meurt alors qu'elle est encore une enfant, et dès l'âge de 11 ans, elle commence à subir les agressions sexuelles répétées de son père. Après qu'il s'est remarié, le père de Carol Bundy la place dans différentes structures d'accueil. À 17 ans, elle se marie avec un homme âgé de 56 ans.
Lorsqu'elle rencontre Doug Clark, Carol Bundy a 37 ans. Elle vient de quitter son troisième mari, un homme violent avec qui elle a eu deux fils. Elle entretient également une relation avec Jack Murray, gestionnaire de l'immeuble où elle réside, et chanteur country à ses heures perdues. Elle tente de soudoyer son épouse afin qu'elle le quitte, ce qui amène celle-ci à la faire expulser. Carol Bundy continue par la suite à assister régulièrement aux performances de Jack Murray, et c'est à cette occasion, au bar "Little Nashville", qu'elle rencontre Doug Clark en 1980. Ils s'installent rapidement ensemble, et découvrent qu'ils partagent des fantasmes sexuels morbides.

## Meurtres
Clark invite des prostituées dans leur appartement commun, afin de pratiquer des plans à trois. Par la suite, Clark révèle une attirance pédocriminelle pour leur jeune voisine de 11 ans. Bundy participe à convaincre la jeune fille de poser pour des photos pornographiques. Les fantasmes de Clark passent alors de pédophiles à macabres : il souhaite tuer une femme durant l'acte sexuel, afin de sentir les contractions de son vagin lors des spasmes de son décès. Il convainc alors Bundy d'acquérir deux pistolets automatiques.
Une nuit de juin 1980, Clark parle à Bundy de deux jeunes femmes, Gina Narano et Cynthia Chandler, qu'il a assassinées après les avoir prises en stop sur Sunset Strip. Il les a forcées à lui faire une fellation, puis les a tuées d'une balle à la tête. Il a ensuite amené leurs corps dans un garage et les a violées, avant de s'en débarrasser près de Ventura Freeway. Les jeunes femmes furent retrouvées le lendemain. Bundy a alors appelé la police pour admettre avoir des informations sur ces meurtres, mais a refusé de donner la moindre information sur l'identité du meurtrier. Clark dit à Bundy que si l'un d'entre eux était arrêté, il confesserait les meurtres dans l'espoir qu'elle ne soit pas inquiétée.
Douze jours après ces premiers meurtres, Clark tue deux prostituées, Karen Jones et Exxie Wilson. Comme la première fois, il les a attirées dans la voiture, les a abattues, puis s'est débarrassé de leurs corps dans un endroit très visible. Cependant, cette fois-ci, il coupe la tête de Exxie Wilson et la ramène chez lui, la rangeant dans le réfrigérateur. Lorsque Bundy trouve la tête, elle maquille celle-ci avant que Clark ne l'utilise à nouveau pour un autre de ses "épisodes nécrophiles". Deux jours plus tard, le couple nettoie la tête, la place dans une boîte et l'abandonne dans une allée. Trois jours plus tard, une autre victime est retrouvée dans les bois de la vallée de San Fernando. Marnette Comer, la victime, semble avoir été tuée trois semaines plus tôt, ce qui en fait la première victime connue de Clark.
Durant cette période, Bundy continue d'assister aux performances de Jack Murray et d'entretenir une relation cordiale avec lui. Un jour, après avoir bu, elle lui raconte ce que Clark et elle ont fait. Murray est choqué par ces révélations et laisse entendre qu'il va appeler la police. Pour l'en empêcher, en août 1980, Bundy attire Murray dans sa voiture sous un prétexte sexuel, où elle le tue d'une balle dans la tête et le décapite. Elle oublie de nombreux indices, notamment des douilles dans sa voiture. Deux jours plus tard, Bundy cède sous la pression et confesse le meurtre de Murray à ses collègues. Une fois la police prévenue, elle livre une confession complète de ses crimes ainsi que de ceux de Clark.

## Procès et condamnation
Les armes furent retrouvées au lieu de travail de Clark après son arrestation. Bundy fut accusée de deux meurtres : celui de Jack Murray, et celui d'une victime non-identifiée, dont elle avait admis avoir été témoin et avoir donné à Clark le pistolet. Clark fut accusé de six meurtres au total. Lors de son procès, Clark fut son propre avocat et tenta de prouver que Bundy et Murray avaient commis les meurtres. Bundy, ayant obtenu l'immunité de poursuites pour d'autres crimes, témoigna au procès de Clark du côté de la défense. Clark fut condamné pour les six meurtres, et condamné à mort en 1983.Douglas Clark meurt le 11 octobre 2023 à la prison d'État de San Quentin (Californie), âgé de 75 ans.
Bundy fut condamnée a 25 ans de prison pour le meurtre de Murray, et 27 ans pour le second meurtre. Elle mourut le 9 décembre 2003, à 61 ans, d'une insuffisance cardiaque dans la prison centrale pour femmes de Californie (Chowchilla, comté de Madera).